# 環境映画
環境映画（かんきょうえいが）は、環境問題を背景にとりあげたり、環境問題をテーマとする映画作品の総称。環境系作品とも。財団法人日本環境協会などが制作する、学校での環境教育を目的とした映画のほか、劇場公開を通して環境問題を啓発するものまでジャンルは幅広い。

## 概要
環境問題をヒントにフィクションで描かれる作品と、観客に対する啓蒙を主目的とするノンフィクション作品に分けられる。後者の場合は、不都合な真実のように政治的な主張に利用される場合もあり、その正確性に対して議論を呼ぶことがある。
環境問題の概念自体は1960年代に確立したものであるが、それ以前の時期の作品や日本においてはかなり後まで社会的に認識されていなかった為、社会問題としての核実験や公害による汚染が生活を脅かす問題が顕在化した時期に作られた作品が結果的に環境映画になる場合もある。

## 著名な作品
風の谷のナウシカ
自然と科学技術の対立、文明の破壊と再生をテーマに扱った作品。
平成狸合戦ぽんぽこ
多摩ニュータウン開発による自然破壊で行く場所を失った狸の話。
不都合な真実
地球温暖化問題を扱ったドキュメンタリー映画
ハッピー フィート
南極の魚の乱獲を扱った作品。
もののけ姫
環境問題など現代社会の矛盾が根底に流れる作品。貧困と環境のトレードオフ問題も。
エリン・ブロコビッチ
六価クロム汚染訴訟の映画。